# Cyborg 009
Cyborg 009 (Nhật: サイボーグゼロゼロナイン Hepburn: Saibōgu Zero-Zero-Nain) là một manga do Shotaro Ishinomori sáng tác. Truyện đã được đăng theo kỳ trên nhiều tạp chí Nhật Bản khác nhau như Monthly Shōnen King, Weekly Shōnen Magazine, Shōnen Big Comic, COM, Shōjo Comic, Weekly Shōnen Sunday, Monthly Shōnen Jump, và Monthly Comic Nora. Năm 2012, comiXology đã mua bản quyền phân phối kỹ thuật số cho danh mục của Ishinomori Shotaro, gồm cả Cyborg 009.

## Nội dung
Chín người từ khắp nơi trên thế giới bị tổ chức Black Ghost độc ác bắt cóc, lãnh đạo của tổ chức này là tên độc tài Skull, hắn muốn sử dụng họ làm các thí nghiệm vũ khí dựa trên con người để thúc đẩy chiến tranh cyborg. Mặc dù thành công trong việc chuyển đổi nhóm chín người thành cyborg với sức mạnh siêu phàm, nhưng nhà khoa học uy tín nhất của ông là Tiến sĩ Isaac Gilmore lại giúp các cyborg trốn thoát để nổi dậy chống lại Skull và tổ chức. Chín cyborg (nguồn gốc tên loạt) cùng nhau ngăn chặn việc tổ chức Black Ghost cung cấp vô số vũ khí hủy diệt cho những tay buôn vũ khí giàu có, với mục đích châm ngòi chiến tranh thế giới tiếp theo. Sau khi Black Ghost bị tiêu diệt, chín cyborg tiếp tục chiến đấu với nhiều mối đe dọa khác nhau như các nhà khoa học điên, sinh vật siêu nhiên và các nền văn minh cổ đại.

## Truyền thông

### Manga
Phần đầu tiên được đăng nhiều kỳ trong Weekly Shōnen King (Shōnen Gahosha). Manga mô tả câu chuyện về nguồn gốc của Cyborg 009, cuộc chạy trốn khỏi Black Ghost và những sát thủ cyborg. Manga kết thúc bằng trận chiến với Cyborgs trong Thần thoại.
Phần thứ hai gọi là The Underground Empire Yomi Arc, xuất bản trên Weekly Shōnen Magazine (Kodansha) cùng lúc với việc phát hành phiên bản điện ảnh. Loạt Earth's Core của Edgar Rice Burroughs bao gồm một cuộc thám hiểm đến trung tâm Trái đất với một chiếc xe tăng và một chủng tộc bò sát có thể sử dụng thần giao cách cảm và mọc cánh. Câu chuyện kết thúc bằng trận chiến cuối cùng chống lại Black Ghost. Trong phân cảnh cuối, 009 và 002 rơi xuống bầu khí quyển của Trái đất và được hai đứa trẻ xem như một ngôi sao, một trong hai đứa trẻ ước có một khẩu súng đồ chơi và đứa ước cho hòa bình thế giới (một cảnh gợi nhớ đến Kaleidoscope của Ray Bradbury). Như vậy, 001 đã có thể sử dụng sức mạnh dịch chuyển tức thời vào phút cuối để cứu 002 và 009 khỏi cái chết.
Phần thứ ba, được đăng nhiều kỳ trên Monthly Bouken-oh (Adventure King) (Akita Shoten), bao gồm 6 phần truyện, bao gồm Monster Island Arc, Middle East Arc, và Angels Arc. Bộ truyện đột ngột kết thúc trong Angels Arc.
Phần thứ tư gọi là The Battle of the Gods Arc, được đăng nhiều kỳ trên COM (Mushi Production). Ishinomori hồi phục và kể lại Angels Arc bị gián đoạn. Kết thúc với một cốt truyện mới, nhưng bộ truyện lại một lần nữa kết thúc đột ngột. Ishinomori không tiếp tục bộ truyện vài năm sau đó.
Phần thứ năm được đăng nhiều kỳ trên Shōjo Comic (Shogakukan), và bao gồm phần Wind City Arc, Snow Carnival Arc, và Edda Arc. Câu chuyện đề cập đến các nhân vật huyền thoại và thần thoại thách thức các Cyborgs Số 00.
Phần thứ sáu tiếp nối chặt chẽ với phần thứ năm. Các phần như Deinonychus Arc (xuất hiện trênMonthly Shōnen Jump (Shueisha)) và Green Hole Arc (xuất hiện trên Play Comic (Akita Shoten)) được miêu là xuất hiện rất lâu sau đó, Underwater Pyramid Arc được đăng nhiều kỳ trên Monthly Manga Shōnen (Asahi Sonorama).
Phần thứ bảy được đăng nhiều kỳ trên Weekly Shōnen Sunday (Shogakukan) cùng với anime. Một phần dài bao gồm nhiều phần ngắn, bộ này cũng đề cập đến trận chiến chống lại Neo Black Ghost Câu chuyện lấy bối cảnh khoảng 20 năm sau ''Yomi Arc'', và tính cách cũng như hành vi của các cyborg được miêu tả khi trưởng thành hơn.
Phần thứ tám được đăng nhiều kỳ trên Monthly Comic Nora (Gakken). Phần dài hơn này được gọi là ''People Drifting Through Time and Space Arc'', và là phần tiếp theo của Immigration Arc. Count of St. Germain từ Underwater Pyramid Arc xuất hiện, nhưng thiết kế bản vẽ của anh ta lại khác.

#### Lịch sử xuất bản manga
Bộ truyện do Ishinomori Shotaro viết và vẽ minh họa, được đăng nhiều kỳ trên ''Monthly Shōnen King'', do Akita Shoten xuất bản tại Nhật Bản và các công ty khác, cũng như được Tokyopop xuất bản ở Bắc Mỹ.
Nhà phân phối truyện tranh kỹ thuật số comiXology đã cấp phép toàn bộ danh mục từ Ishimori Productions vào năm 2012. Và đã phát hành 10 tập đầu tiên của ''Cyborg 009'' ra mắt công chúng.
Tháng 4 năm 2012, Shogakukan thông báo manga  ''Cyborg 009'' sẽ kết thúc trên ''Weekly Shōnen Sunday''. Có tựa đề Cyborg 009 Conclusion: God's War, manga vẫn sẽ được Hayase Masato minh họa bởi và dựa trên các ghi chú, bản phác thảo và bản thảo tiểu thuyết ban đầu của Ishinomori, tất cả đều được thu thập bởi con trai ông, Jo Onodera. Phần kết ra mắt vào ngày 13 tháng 4 năm 2012, và chạy cho đến tháng 2 năm 2014. Manga chia thành 5 tập.

#### 8 Man vs. Cyborg 009
Một sự giao thoa giữa 8 Man và Cyborg 009 của Nanatsuk Kyoichi (kịch bản) và Hayate Masato (hình ảnh), bắt đầu xuất bản Champion Red vào ngày 18 tháng 7, Năm 2020.